# ヨアヒム・シュトライヒ
ヨアヒム・シュトライヒ（Joachim Streich, 1951年4月13日 - 2022年4月16日）は、ドイツ（旧東ドイツ）出身の元サッカー選手、サッカー指導者。現役時代のポジションはフォワード。東ドイツ代表として102試合に出場し最多得点記録を打ち立てたことから、「東ドイツの最高のサッカー選手」「東のゲルト・ミュラー」と呼ばれた。

## 経歴
地元のアウフバウ・ヴィスマールでサッカーを始め、1967年にハンザ・ロストックでデビューを飾った。その後、1975年に1.FCマクデブルクへ移籍し、1985年に引退するまでリーグ通算378試合出場229得点を記録した。
東ドイツ代表としては1969年12月8日に行われたイラク代表との国際親善試合でデビュー。1974 FIFAワールドカップ予選では10得点をあげワールドカップ初出場に貢献し、1974年に西ドイツで開催された本大会では2得点をあげて2次リーグ進出に貢献した。その後、1984年10月20日に行われたユーゴスラビア代表戦を最後に代表から退くまで、国際Aマッチ102試合に出場し55得点を記録した。なお、この記録は1972年のミュンヘンオリンピックの試合を含んだもので、ドイツサッカー連盟の公式サイトでは98試合出場53得点としている。
現役引退後は指導者の道へ進み、古巣のマクデブルクで5年間に渡って監督を務めた後、1990年4月11日にブンデスリーガ2部のアイントラハト・ブラウンシュヴァイクの監督に就任した。シュトライヒは東欧革命により社会情勢が変化する中、西側のクラブと契約を結んだ最初の指導者となった。その後、1997年にFSVツヴィッカウの監督を務めた。